# Corinne Schmidhauser
Corinne Schmidhauser (Zollikofen, 30 maggio 1964) è una politica, dirigente sportiva ed ex sciatrice alpina svizzera, vincitrice della Coppa del Mondo di slalom speciale nel 1987.

## Biografia

### Carriera sciistica

#### Stagioni 1982-1986
Corinne Schmidhauser debuttò in campo internazionale in occasione dei Mondiali juniores di Auron 1982, dove ottenne come miglior piazzamento il 4º posto nello slalom gigante del 5 marzo, e nella stagione 1982-1983 in Coppa Europa si classificò al 3º posto nella classifica generale.
In Coppa del Mondo ottenne il primo piazzamento di rilievo il 9 dicembre 1984 sulle nevi di Davos, giungendo 7ª in slalom speciale; in seguito venne convocata per i Mondiali di Bormio 1985, dove concluse 8ª sempre in slalom speciale (suo unico piazzamento iridato). Il 25 gennaio 1986 colse a Saint-Gervais-les-Bains il primo podio in Coppa del Mondo, piazzandosi 2ª in combinata, e il 9 febbraio successivo ottenne la prima vittoria, a Štrbské Pleso in slalom speciale.

#### Stagioni 1987-1991

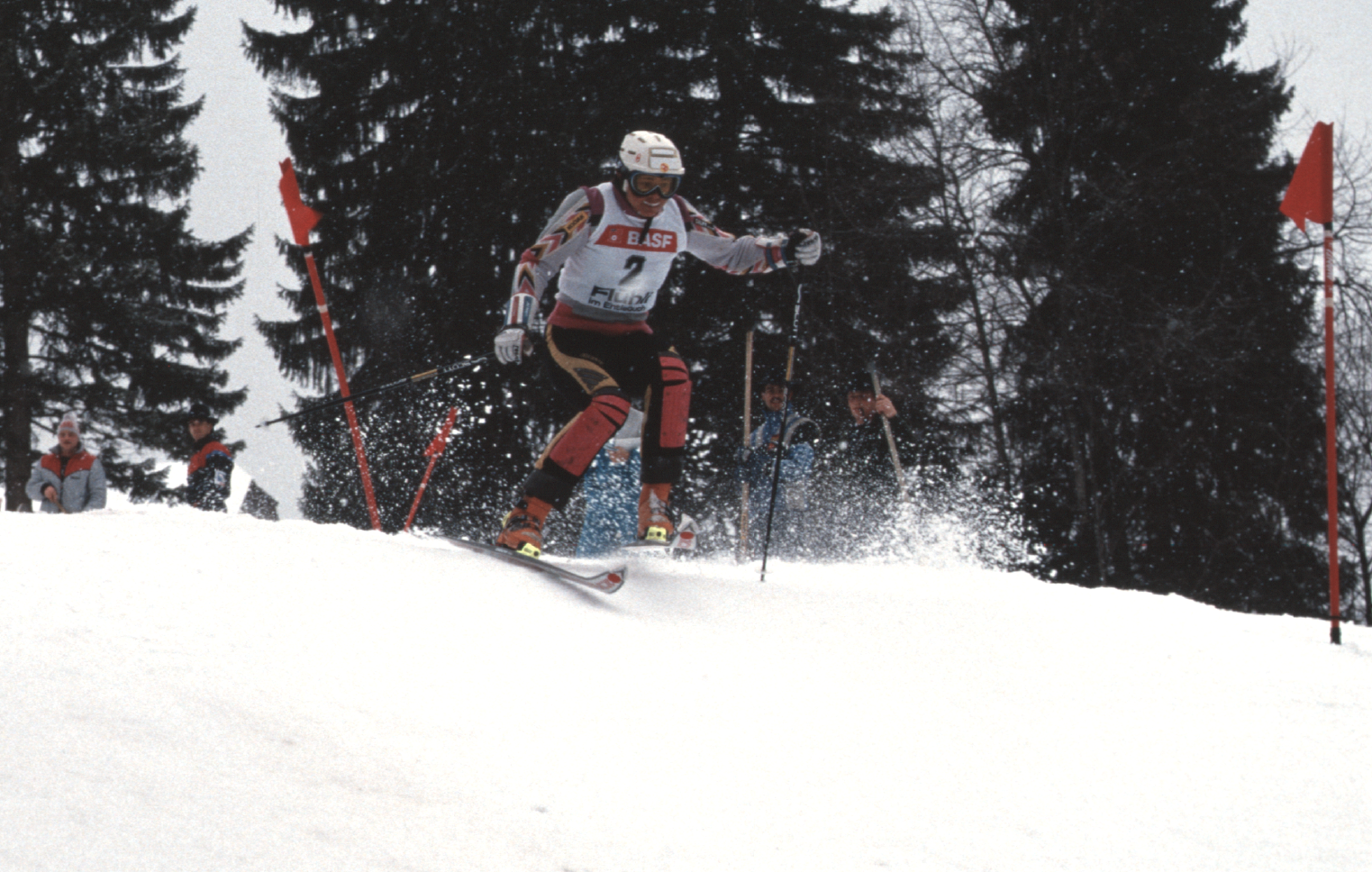
Corinne Schmidhauser in gara a Flühli nel 1987

Nella stagione 1986-1987 in Coppa del Mondo conquistò cinque podi con tre vittorie (tra le quali l'ultima della carriera nello slalom speciale disputato il 28 febbraio a Zwiesel) e si aggiudicò la Coppa del Mondo di slalom speciale, con 11 punti di vantaggio su Tamara McKinney.
Nella stagione 1987-1988 salì per l'ultima volta sul podio in Coppa del Mondo, nello slalom speciale di Bad Gastein del 24 gennaio, e partecipò ai suoi unici Giochi olimpici invernali: a Calgary 1988 non portò a termine né lo slalom gigante né lo slalom speciale. Il suo ultimo piazzamento in Coppa del Mondo fu il 14º posto ottenuto il 3 marzo 1989 nello slalom speciale disputato a Furano; partecipò ancora alle XV Universiade invernale di Sapporo 1991, dove vinse la medaglia d'oro nello slalom gigante e quella d'argento nello slalom speciale.

### Carriera politica
Venne eletta consigliere comunale nel comune di Bremgarten bei Bern nelle file del Partito Liberale Radicale, carica che occupò dal 2008 al 2011. Per lo stesso partito si candidò al Gran Consiglio del Canton Berna nel 2006, senza risultare eletta; nel maggio del 2009 tuttavia subentrò a un collega dimissionario e assunse la carica, che mantenne fino al maggio del 2022. Si candidò anche alle elezioni federali del 2007 e del 2011, senza essere eletta.

### Carriera dirigenziale
Delegato tecnico e capo del comitato giuridico della Federazione sciistica della Svizzera, diventò membro del comitato giuridico e per la sicurezza della Federazione Internazionale Sci. Nel 2008 fu tra i fondatori della Fondazione Antidoping Svizzera della quale fu presidente fino al 2020. Giudice presso il Tribunale Arbitrale dello Sport (TAS) con sede a Losanna e membro dell'International Council of Arbitration for Sport, dal 2016 è presidente della Camera arbitrale d'appello del TAS. Durante i XXII Giochi olimpici invernali di Soči 2014 e i XXIV di Pechino 2022 è stata co-presidente dell'ufficio del Tribunale Arbitrale dello Sport allestito in occasione delle manifestazioni.

### Altre attività
Dal 1990 al 1995 studiò giurisprudenza a Berna e nel contempo lavorò come redattrice presso il giornale Der Bund di Berna e come giornalista freelance con la Televisione svizzera. Nel 1996 si occupò dell'ufficio stampa della Festa Federale di ginnastica disputata a Berna e lavorò come project manager presso il teletext della televisione a Bienne. Ammessa alla pratica di avvocato, lavorò presso studi legali e nel 2003 divenne mediatore civile. 

## Palmarès

### Universiadi
- 2 medaglie[2]:
  - 1 oro (slalom gigante a Sapporo 1991)
  - 1 argento (slalom speciale a Sapporo 1991)

### Coppa del Mondo
- Miglior piazzamento in classifica generale: 12ª nel 1987
- Vincitrice della Coppa del Mondo di slalom speciale nel 1987
- 8 podi (7 in slalom speciale, 1 in combinata):
  - 4 vittorie
  - 2 secondi posti
  - 2 terzi posti

#### Coppa del Mondo - vittorie
| Data             | Località      | Paese          | Specialità |
| ---------------- | ------------- | -------------- | ---------- |
| 9 febbraio 1986  | Štrbské Pleso | Cecoslovacchia | SL         |
| 30 novembre 1986 | Park City     | Stati Uniti    | SL         |
| 15 febbraio 1987 | Flühli        | Svizzera       | SL         |
| 28 febbraio 1987 | Zwiesel       | Germania Ovest | SL         |

Legenda:

SL = slalom speciale

### Coppa Europa
- Miglior piazzamento in classifica generale: 3ª nel 1983[1]

### Campionati svizzeri
- 2 medaglie (dati parziali):
  - 2 ori (slalom speciale[senza fonte] nel 1985; slalom speciale[senza fonte] nel 1986)